# 1799

## Събития
- 10 ноември – Край на управлението на Директорията във Франция.

## Родени
- Иван Селимински, български лекар и общественик († неизв.)
- Петър Берон, български просветен деец († 1871)
- 4 февруари – Алмейда Гарет, португалски писател († 1854)
- 6 февруари – Имре Фривалдски, унгарски ботаник († 1870)
- 8 февруари – Джон Линдли, английски ботаник († 1865)
- 19 февруари – Фердинанд Райх, немски химик и физик († 1882)
- 26 февруари – Беноа Пол Емил Клапейрон, френски физик († 1864)
- 20 май – Оноре дьо Балзак, френски писател († 1850)
- 6 юни – Александър Пушкин, руски поет († 1837)
- 10 юни – Фьодор Бруни, руски художник († 1875 г.)
- 12 декември – Карл Брюлов, руски художник († 1852)

## Починали
- 9 януари – Мария Гаетана Анези, италианска математичка (* 1718)
- 24 февруари – Георг Кристоф Лихтенберг, германски математик и физик (* 1742)
- 18 май – Пиер дьо Бомарше, френски писател (* 1732)
- 7 юни – Виктоар Френска, френска благородничка (* 1733)
- 15 август – Бартелеми Жубер, френски пълководец (* 1769)